# GALLOW
GALLOW（ガロウ）は日本のネオアコを基調とした元・BEAT CRUSADERS、現THE STARBEMSの日高央のソロユニットである。NAKED TEACHER/CAPTAIN HAUS RECORDINGSより２枚のアルバムをリリース。

## 概要
- 「パンクやハードコアを通過した21世紀の唄モノ」をコンセプトに、当時BEAT CRUSADERSだった日高央とカトウタロウ、BEAT CRUSADERS初代メンバーでBROKENSPACEのイワハラユキオが、2004年にバンドプロジェクトとしてスタートさせた。80年代のネオアコやスタイル・カウンシルなどを彷彿とさせ、白人音楽と黒人音楽を融合した新しい音楽を作り出している。
- ROCK IN JAPAN FESTIVAL 2006ではカメラなどがあったため、メンバーの目の前に垂れ幕を下げたりお面を付けたが、普通のライブではお面も垂れ幕もない。
- 2007年にカトウ、2009年にイワハラが脱退したため、以降現在はヒダカのソロユニットとなった。

## メンバー
- 日高央（ボーカル・ギター・ベース・キーボード）

## 旧メンバー
- イワハラユキオ（ボーカル・ギター・キーボード・パーカッション）
- カトウタロウ（ギター・ボーカル)

## ディスコグラフィー

### アルバム
- PARKEST!（2006年4月5日）
  1. WILLIAM
  2. TRACE ME,MY DEAR
  3. BACK BITING
  4. GREENAWAY
  5. ANTISEPTIC
  6. MEEK!MEEK!MEEK!-Instrumental-
  7. SWEETEST HONEY SUNSHINE GIRL
  8. CUPOLA
  9. TEENAGE CRISIS
  10. TAKE ME OUT
  11. SENSE OF WONDER
  12. LOVE THE LIFE

- TOO VIRGIN!!（2008年7月9日）
  1. unwise romance
  2. cherish
  3. never stop
  4. somerset
  5. betrayed
  6. messiah
  7. victorian girl
  8. 1998
  9. scat
  10. roly-poly

### シングル
- Becaustic(2020年)※ umu&the pankyjive(元beat crusadersのumuのソロプロジェクト)との配信限定スピリットシングル
1.Mistake

### 参加作品
- The Very Best Covers Of 有頂天（2006年9月20日）
2.学校へ行こう

- worth one's salt（2006年10月11日）
4.WILLIAM
9.TICK-TACK
- PLAYTHINGS 4（2017年1月25日）
9.Virtual Worlds